# Владин
Владин (укр. Владин) — село на Украине, основано в 1937 году, находится в Новоград-Волынском районе Житомирской области.
Население по переписи 2001 года составляет 117 человек. Почтовый индекс — 11784. Телефонный код — 4141. Занимает площадь 0,594 км².

## Адрес местного совета
11784, Житомирская область, Новоград-Волынский р-н, с. Лебедевка